# Hôtel Guimard
Pour les articles homonymes, voir Hôtel Guimard (homonymie).
L'hôtel Guimard situé au 122, avenue Mozart à Paris est un hôtel particulier construit par l'architecte Hector Guimard, le représentant majeur de l'Art nouveau en France.

## Historique

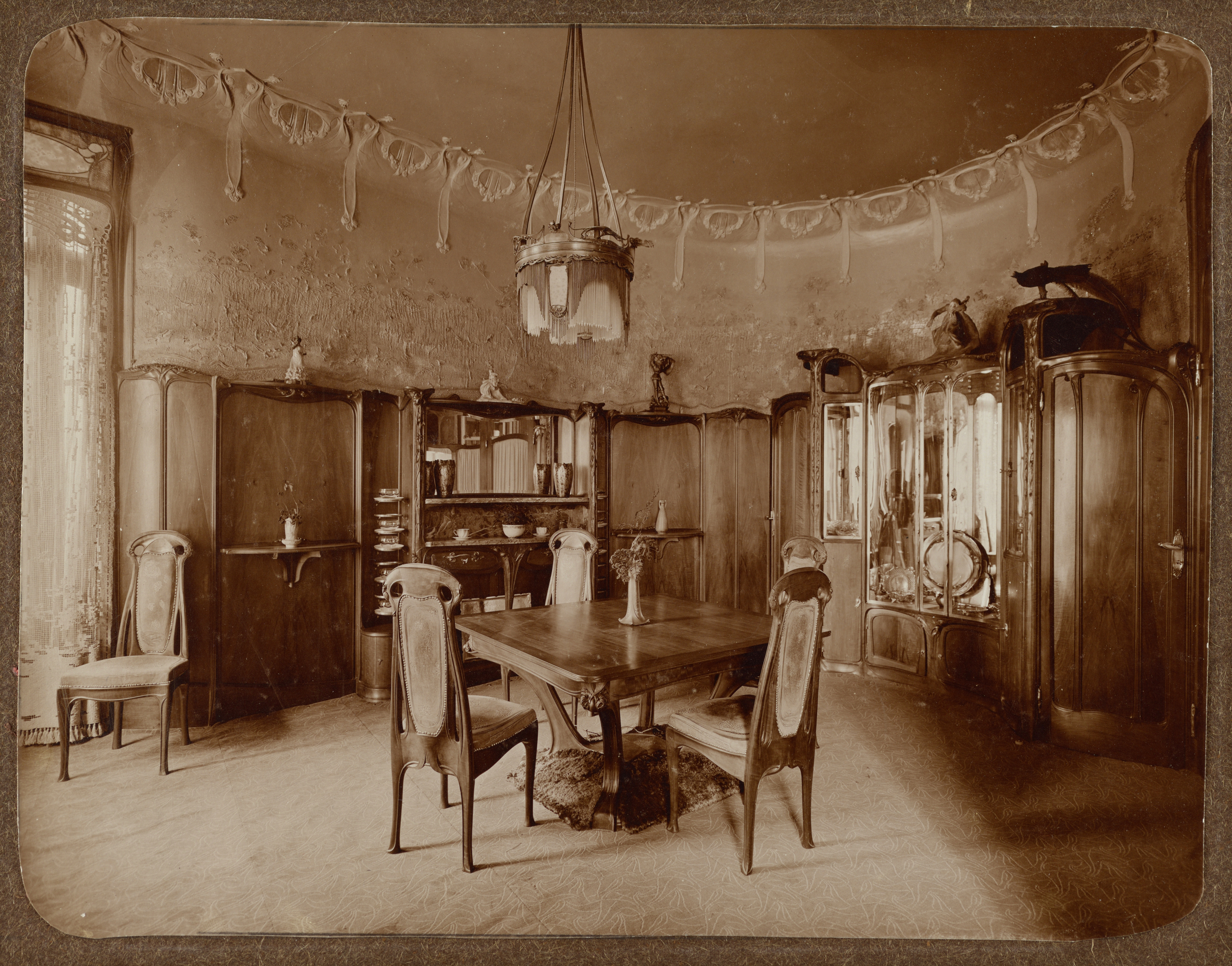
Salle à manger de l'hôtel Guimard en 1910. Cooper–Hewitt, Smithsonian Design Museum.

Quand il épouse le 17 février 1909 Adeline Oppenheim, une artiste peintre fille d'un riche banquier américain, Hector Guimard décide d'entreprendre la construction d'un hôtel particulier afin d'y établir son domicile, ainsi que l'atelier de sa femme et ses bureaux d'architecte. La demande de permis de construire est datée du 14 juin 1909. Le couple y vit de 1913 à 1930.
En 1930, les époux Guimard quittent l'hôtel de la rue Mozart et l'architecte a alors l'idée de l'offrir à l’État pour en faire un musée de l'Art nouveau. À la mort de son mari en 1942, Madame Guimard reprend le projet mais, confrontée au refus de l’État, elle doit finalement se résigner à faire don du mobilier à diverses institutions. Les archives, quant à elles, sont détruites. Ainsi le musée des Beaux-Arts de Lyon reçoit un ensemble de 28 pièces constituant la chambre à coucher de Madame Guimard en 1948, une horloge de parquet intègre les collections du musée des Arts décoratifs à Paris, quelques pièces sont reçues par la Ville de Nancy et seront ensuite présentées au musée de l’École de Nancy, les boiseries et le mobilier de la salle à manger sont exposés au musée du Petit Palais à Paris, et enfin le reste est donné à divers musées américains, vendu aux enchères et principalement acheté par des collectionneurs américains. L'immeuble est découpé en appartements et vendu. 
Bien qu'inscrit à l'inventaire supplémentaire des monuments historiques en 1964 (un classement partiel interviendra en 1997), le bâtiment reste longtemps en mauvais état : certaines balustrades sont rouillées et la signature de Guimard est devenue illisible. L'encadrement sculpté de la porte d’entrée fait l’objet d’une restauration partielle en 2006.
Des travaux de restauration des façades et des couvertures sont exécutés, après qu'un dossier a été déposé à cet effet le 21 décembre 2016.

## Description

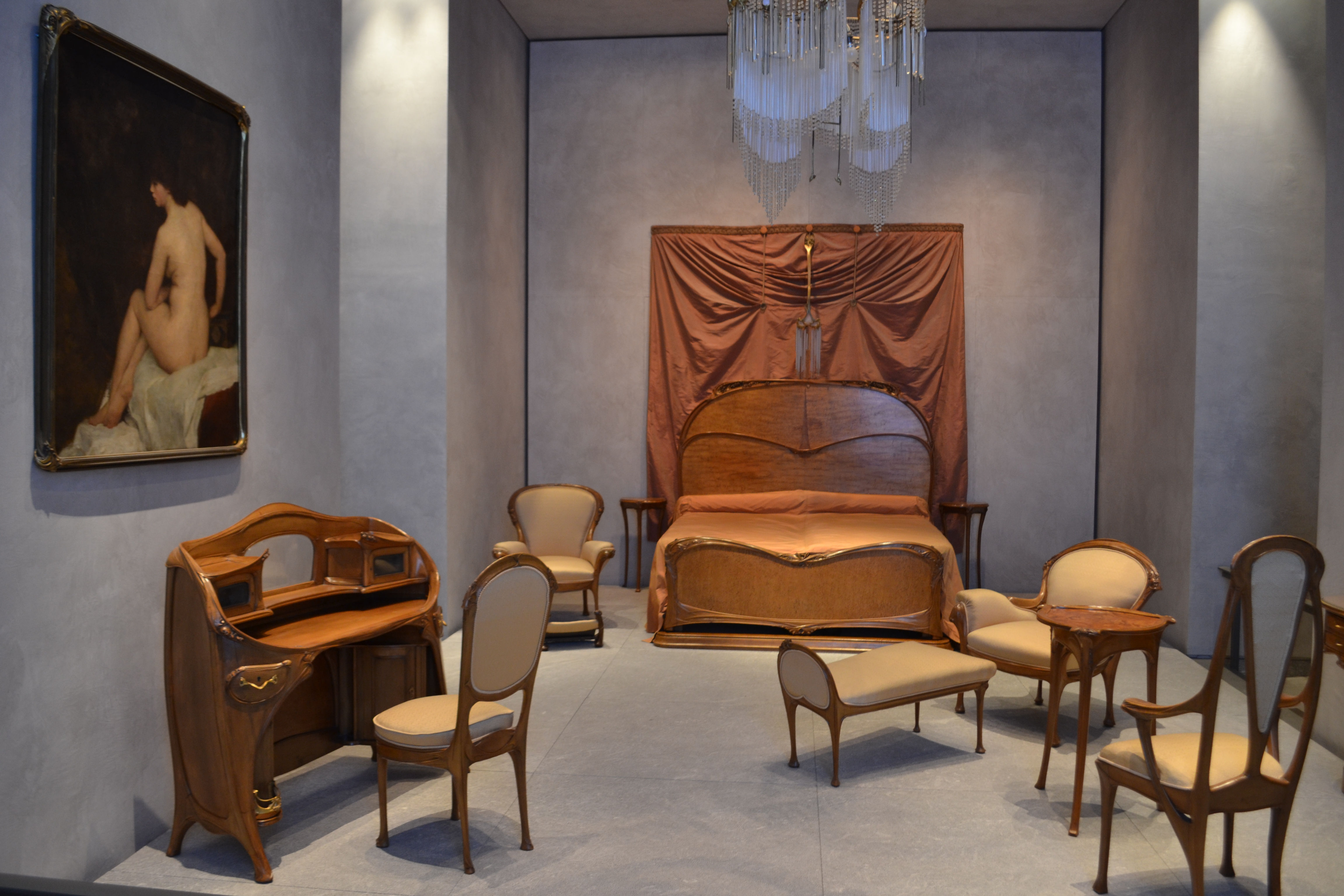
Chambre d'Adeline Oppenheim, épouse d'Hector Guimard.

L'immeuble, en pierre et brique, comprend trois étages. La parcelle, triangulaire et étroite à la limite de l’inconstructible, pousse Guimard à innover : rendus inutiles à l’intérieur de l’édifice, les murs porteurs sont limités aux murs externes. Cela permet à l’architecte d’instaurer à l’intérieur un véritable « plan libre », différent à chaque niveau et culminant au premier étage avec une salle à manger de forme ovoïde qui impose des meubles uniques, se déduisant de la forme des murs.
La présence d’un escalier étant jugée trop encombrante, Guimard choisit de desservir les étages par un ascenseur tapissé de miroirs, aujourd'hui disparu. Son agence d’architecte est installée au rez-de-chaussée. Au premier étage il dispose deux pièces de réception de plan ovale – la salle à manger et le grand salon –, au deuxième une seule chambre et au troisième étage l'atelier de sa femme ainsi qu'une chambre d'ami. Trois chambres de domestiques sont installées sous les combles.
Étant son propre commanditaire et sûr de l’appui financier de sa femme, l’architecte fait de l’intérieur de son hôtel un des espaces les plus aboutis du style Guimard : moulures, vitraux, meubles, objets, tissus, etc., sont de sa main et concourent au principe d’harmonie stylistique cher à l’Art nouveau.

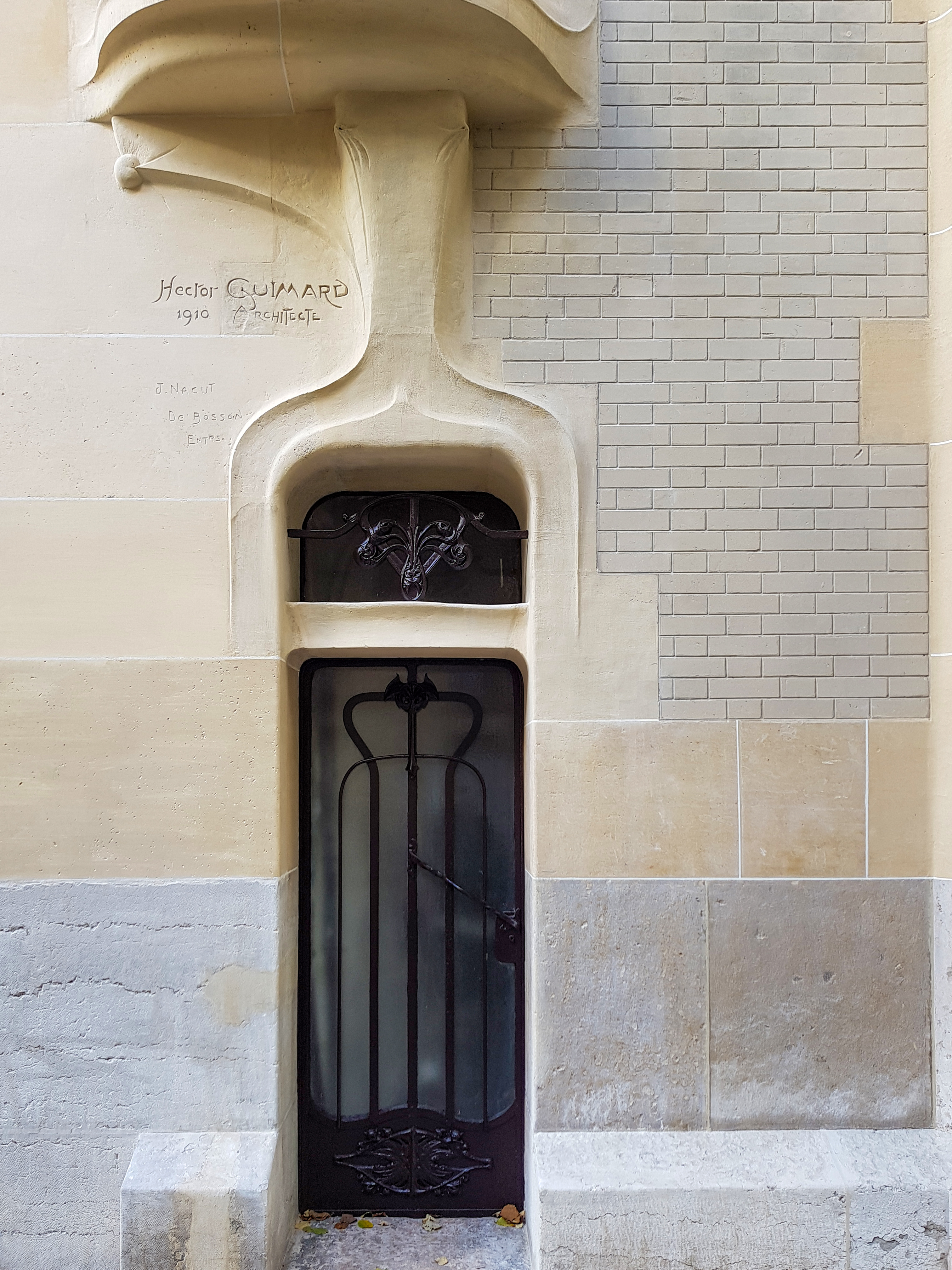
Entrée de service, avec la « signature » d'Hector Guimard.
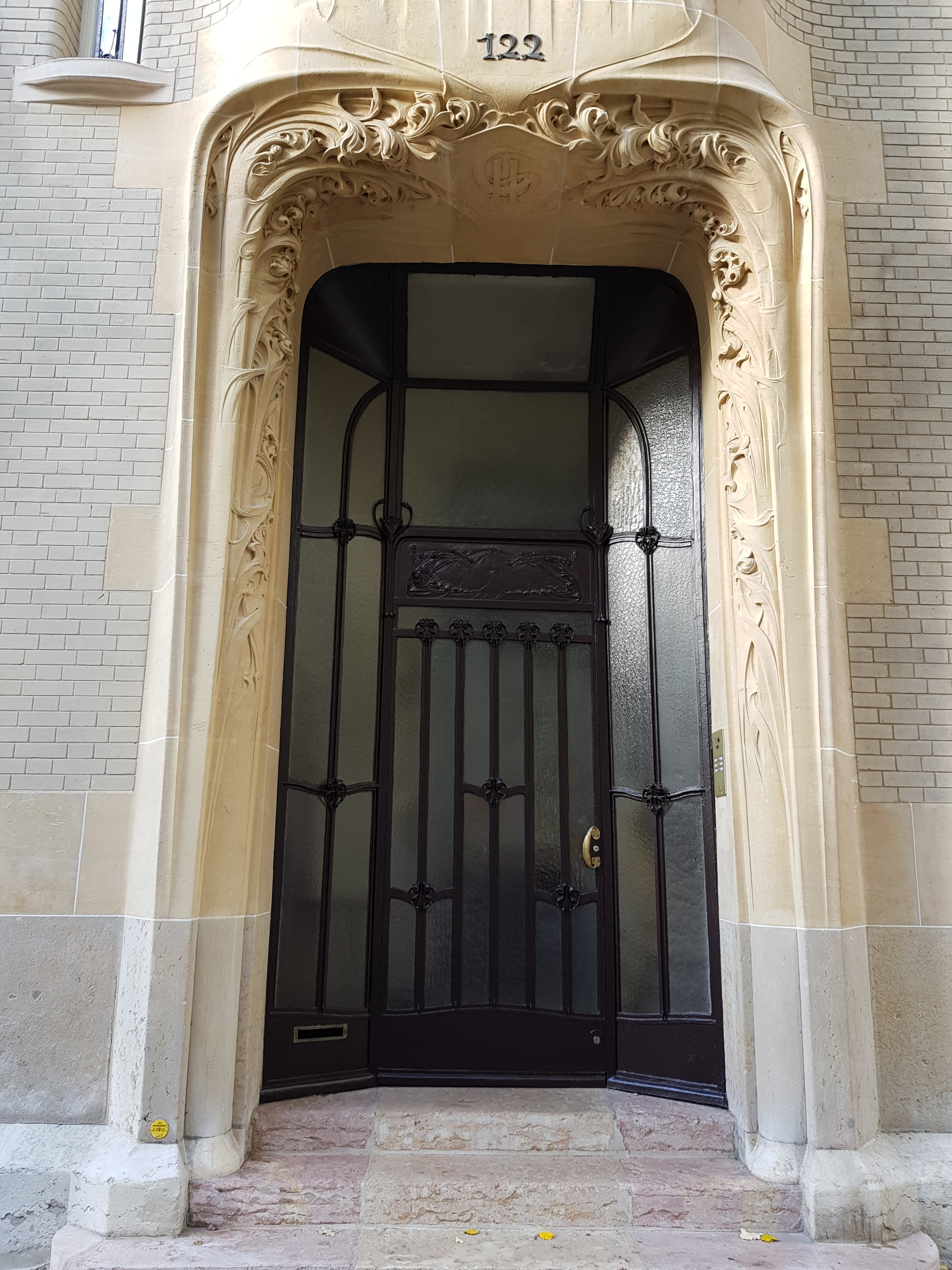
Porte de l'immeuble.
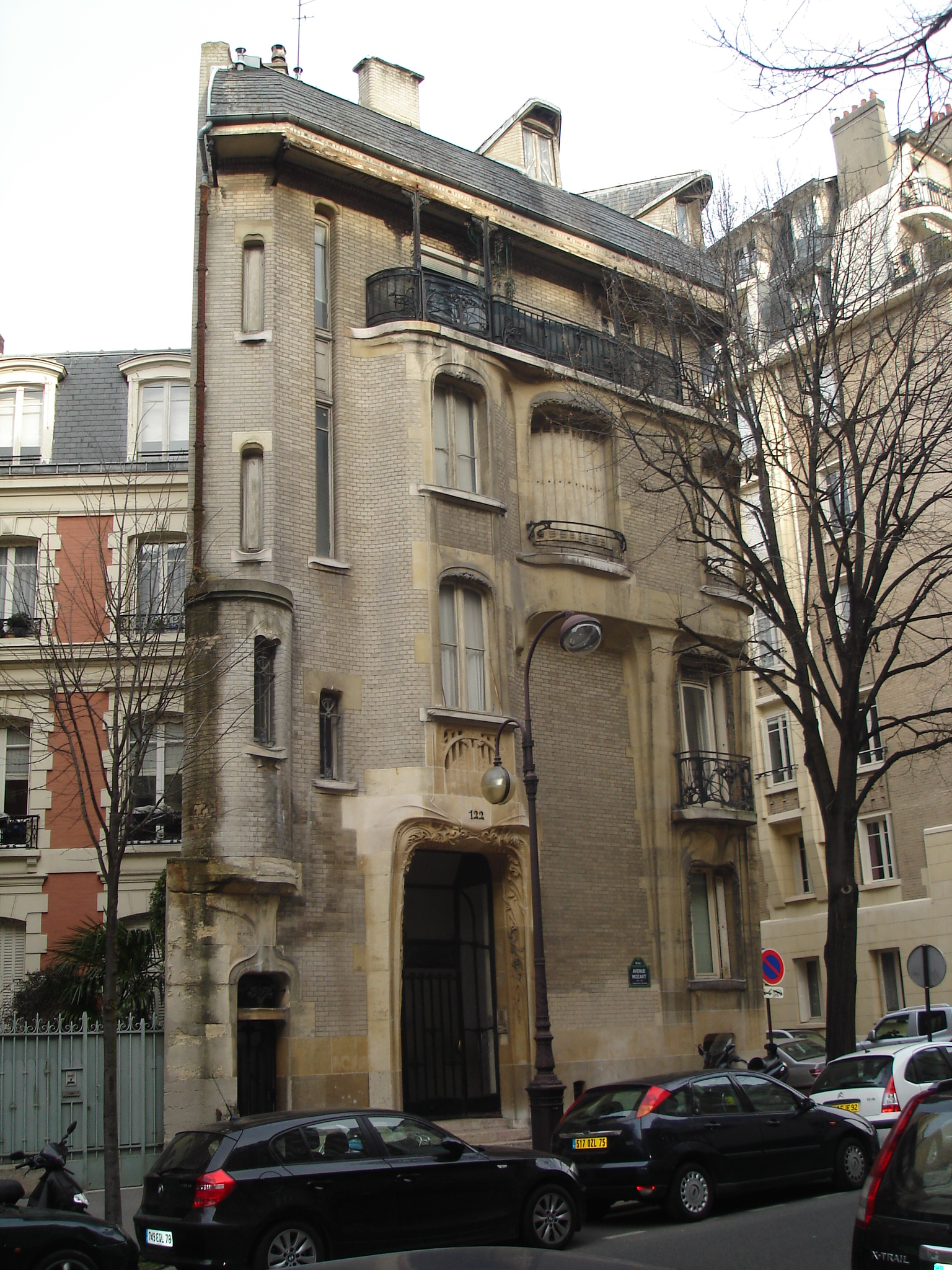
Vue de l'immeuble en 2009, avant rénovation, montrant l'étroitesse et la forme de la parcelle.